# M39 (БТР)
M39 (англ. M39 Armored Utility Vehicle) — гусеничний бронетранспортер-артилерійський тягач виробництва США часів Другої світової війни. Броньований багатоцільовий транспортер M39 був одним з основним транспортних засобів та розвідувальною машиною американської армії, створеної на базі шасі 76-мм самохідної артилерійської установки M18 Hellcat, що використовувалася наприкінці війни.

## Історія розробки та служби
Спочатку M39 був розроблений як артилерійський тягач для переміщення на полі бою 76-мм протитанкової гармати M5. З жовтня 1944 до березня 1945 року 650 одиниць винищувачів танків M18 були перероблені на транспортні засоби — 640 варіантів тягач/бронетранспортер і 10 командно-розвідувальних машини. Нові бронетранспортери-тягачі діяли в Європі в останні місяці Другої світової війни і широко використовувались під час війни в Кореї, де їх використовували в різних ролях, включаючи транспортування військ, в ролі машин медичної евакуації та підвезення боєприпасів для 155-мм самохідних гаубиць M41 «Горила». M39 відігравали життєво важливу роль у постачанні та переправі військ до віддалених спостережних пунктів та блокпостів під час пізнішої оборонної фази Корейської війни, хоча їх тонка броня та відкритий дах були вразливі для вогню противника. Врешті повністю закритий бронетранспортер M75 згодом замінив M39 у цій ролі. У 1957 році M39 було знято з озброєння армії США.
M39 був основою бронемашин трьох інших модифікацій — бронетранспортера M44, машини управління T17 і вогнеметного танка T65.